# V17 (偶像團體)
V17，为中国大陆地区首个声优偶像少女组合，由醋醋、沐霏、诸钰、降温、十四、苏婉和Kiyo等7位成员组成。主要作品有游戏《轩辕剑七》、动画《枪娘》、《此花亭奇谭》中配版、歌曲《Dreaming☆Star》等。